# Nangomba
Nangomba ist ein Verwaltungsbezirk (englisch Ward) des Distrikts Nanyumbu in der tansanischen Region Mtwara.

## Geografie
Nangomba liegt im Südosten von Tansania etwa 15 Kilometer östlich der Distrikthauptstadt Mangaka. Der Bezirk grenzt im Norden an Msikisi, im Osten an Kamundi und Maratani, im Süden an Nanyumbu und Chipuputa und im Westen an Mangaka, Kilimanihewa und Sengenya. Bei der Volkszählung 2022 lebten 9785 Menschen in 2991 Haushalten auf einer Fläche von 242 Quadratkilometern.

## Gliederung
Der Bezirk besteht aus fünf Gemeinden (Mtaa) mit 25 Orten (Kitongoji):
| Nangomba - Mapinduzi - Mikoroshoni - Madukani - Rahaleo - Shuleni | Mjimwema - Mjimwema - Nanjese - Kanisani - Zahanati - Mbuyuni | Chihuve - Tulivu - Tumaini - Chihuve - Mtangashari - Mianzini | Mneneka - Kilimahewa - Sabasaba - Makondeko - Tukaewote - Malawi | Maswera - Sautimoja - Kilimani - Tukaewote - Mzalendo - Mkoma |

## Infrastruktur
- Bildung: Die Nangomba Secondary School ist eine staatliche weiterführende Schule mit einer Ausbildung für Tagesschüler bis zur 4. Stufe.[8]
- Gesundheit: In der Gemeinde Nangomba gibt es eine staatliche Apotheke.[9]
- Verkehr: Der Bezirk liegt an der Nationalstraße T6, die von Mtwara nach Westen nach Ruvuma und weiter zum Malawisee führt.[10]